# Titularbistum Mauriana
Mauriana ist ein Titularbistum der römisch-katholischen Kirche.
Es geht zurück auf ein ehemaliges Bistum in der gleichnamigen antiken Stadt in der römischen Provinz Mauretania Caesariensis im Norden von Algerien.
| Titularbischöfe von Mauriana |                                     |                                                                      |                    |                    |
| Nr.                          | Name                                | Amt                                                                  | von                | bis                |
| 1                            | Johannes Gerardus Maria Willebrands | Sekretär des Päpstlichen Rats zur Förderung der Einheit der Christen | 4. Juni 1964       | 28. April 1969     |
| 2                            | Pio Laghi                           | Päpstlicher Diplomat                                                 | 24. Mai 1969       | 28. Juni 1991      |
| 3                            | Petar Šolic                         | Weihbischof in Split-Makarska (Kroatien)                             | 14. Dezember 1991  | 6. Dezember 1992   |
| 4                            | Juan Carlos Maccarone               | Weihbischof in Lomas de Zamora (Argentinien)                         | 30. Januar 1993    | 3. Juli 1996       |
| 5                            | Nicholas Anthony DiMarzio           | Weihbischof in Newark (USA)                                          | 10. September 1996 | 7. Juli 1999       |
| 6                            | Aurel Percă                         | Weihbischof in Iaşi (Rumänien)                                       | 29. September 1999 | 21. November 2019  |
| 7                            | José Adolfo Larregain OFM           | Weihbischof in Corrientes (Argentinien)                              | 21. März 2020      | 27. September 2024 |
| 8                            | Rene Ramirez RCJ                    | Weihbischof in Melbourne (Australien)                                | 8. November 2024   |                    |